# Ayenia boliviana
Ayenia boliviana là một loài thực vật có hoa trong họ Cẩm quỳ. Loài này được Rusby mô tả khoa học đầu tiên năm 1893.